# 赤鱏 (妖怪)

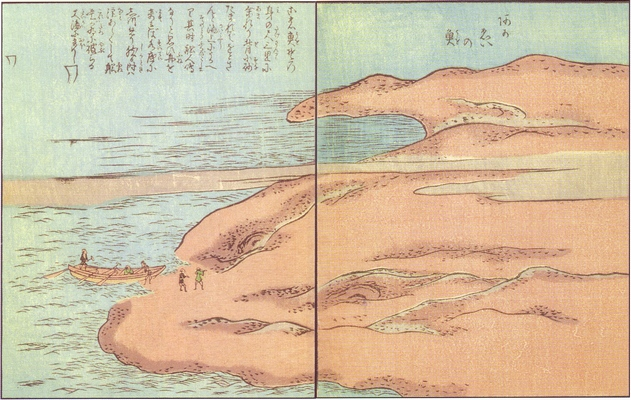
竹原春泉画『絵本百物語』里的赤巨魚。

赤鱏（赤えい），又稱赤鱝、赤魟，江戸時代後期的奇談集『絵本百物語』（天保12年（1841年）刊）里写的巨大魚。原典写作「赤ゑいの魚（あかえいのうお）」。
出現在安房國〈現千葉縣南端的野島〉，一種巨大的魚妖，它浮出水面休息時經常被漁人當成小島。它是世界上最大的妖怪。